# Przejście graniczne Kacwin-Veľká Franková
Przejście graniczne Kacwin-Veľká Franková – polsko-słowackie przejście graniczne małego ruchu granicznego i na szlaku turystycznym, położone w województwie małopolskim, w powiecie nowotarskim, w gminie Łapsze Niżne, w miejscowości Kacwin, zlikwidowane w 2007.

## Opis
Przejście graniczne na szlaku turystycznym Kacwin-Veľká Franková zostało utworzone 1 lipca 1999, w rejonie znaku granicznego nr II/138/1–2. Czynne było w godz. 6.00-20.00 w okresie letnim (kwiecień–wrzesień) i w godz. 9.00–16.00 w okresie zimowym (październik–marzec). Dopuszczony był ruch pieszych, rowerzystów, narciarzy i osób korzystających z wózków inwalidzkich.
Przejście graniczne małego ruchu granicznego Kacwin-Veľká Franková, zostało utworzone 6 grudnia 1996. Dopuszczone było przekraczanie granicy dla osób prowadzących gospodarstwa w pasie małego ruchu granicznego i jedynie w pobliżu tych gospodarstw. Dopuszczony był ruch osób oraz mechanicznych i niemechanicznych środków transportowych do użytku osobistego pod warunkiem ponownego ich wwozu.
W obu przejściach granicznych odprawę graniczną i celną wykonywały organy Straży Granicznej. Doraźnie kontrolę graniczną i celną osób, towarów oraz środków transportu wykonywała kolejno: Strażnica SG w Kacwinie, Graniczna Placówka Kontrolna SG w Niedzicy.
21 grudnia 2007 na mocy układu z Schengen przejścia graniczne zostały zlikwidowane.
Do przekraczania granicy państwowej z Republiką Słowacką na szlakach turystycznych uprawnieni byli obywatele następujących państw:

1. Księstwo Andory
2. Republika Austrii
3. Królestwo Belgii
4. Republika Czeska
5. Republika Grecji
6. Królestwo Danii
7. Republika Estonii
8. Republika Finlandii
9. Republika Francuska
10. Królestwo Hiszpanii
11. Królestwo Niderlandów
12. Państwo Izrael
13. Japonia
14. Republika Irlandii
15. Republika Islandii
16. Kanada
17. Księstwo Liechtensteinu
18. Wielkie Księstwo Luksemburga
19. Republika Litewska
20. Republika Łotewska
21. Księstwo Monako
22. Republika Federalna Niemiec
23. Królestwo Norwegii
24. Republika Portugalska
25. San Marino
26. Republika Słowenii
27. Stany Zjednoczone Ameryki Północnej
28. Konfederacja Szwajcarska
29. Królestwo Szwecji
30. Republika Węgierska
31. Zjednoczone Królestwo Wielkiej Brytanii i Irlandii Północnej
32. Watykan
33. Republika Włoska
34. Republika Cypryjska[2]
35. Republika Malty[2].

### Przejścia graniczne z Czechosłowacją
W okresie istnienia Czechosłowackiej Republiki Socjalistycznej funkcjonowało w tym miejscu polsko-czechosłowackie przejście graniczne małego ruchu granicznego Kacwin-Veľká Franková – II kategorii. Zostało utworzone 13 kwietnia 1960. Czynne było po uzgodnieniu umawiających się stron. Dopuszczony był ruch osób i środków transportu w związku z użytkowaniem gruntów. Odprawę graniczną i celną wykonywały organy Wojsk Ochrony Pogranicza. Kontrolę graniczną i celną osób, towarów oraz środków transportu wykonywała Strażnica WOP Kacwin.
W II RP istniało polsko-czechosłowackie przejście graniczne Kacwin-Veľka Frankova (miejsce przejściowe po drogach ulicznych), na drodze celnej Niedzica (polski urząd celny Niedzica – posterunek Kacwin) – Veľka Frankova (czechosłowacki urząd celny Veľka Frankova). Dopuszczony był mały ruch graniczny. Przekraczanie granicy odbywało się na podstawie przepustek: jednorazowych, stałych i gospodarczych.